# Maria Josepha Hermengilde Esterházy de Galantha

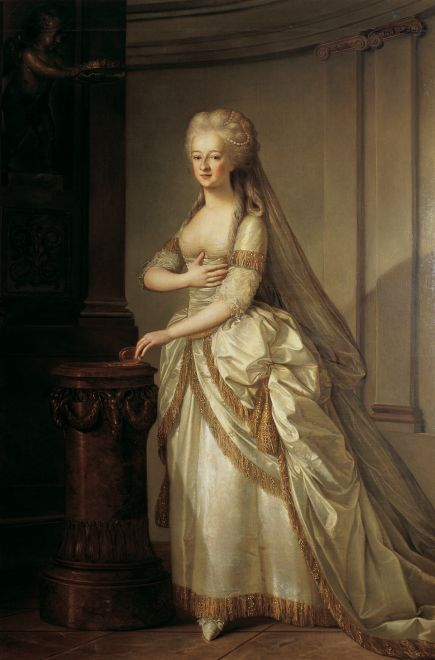
Fürstin Hermengilde Esterházy (Ölgemälde nach Georg Weikert, 1784)

Fürstin Maria Josepha Hermengilde Esterházy de Galantha, geb. Fürstin von und zu Liechtenstein (* 13. April 1768 in Wien; † 8. August 1845 in Hütteldorf bei Wien) war die Tochter des Fürsten Franz Josef I. von Liechtenstein. Am 15. September 1783 heiratete sie Graf Nikolaus II. Esterházy de Galantha, der 1794 Fürst von Esterházy wurde.

## Leben
Wie auch ihr Mann war sie eine bedeutende Förderin der Musik, insbesondere von Joseph Haydn. Haydn erhielt den Auftrag, zwischen 1796 und 1802 alljährlich eine Messe zu komponieren, die jeweils zur Feier ihres Namenstages (8. September, Mariä Geburt) aufgeführt werden sollte. So entstanden die Heiligmesse (1796), Paukenmesse (1796/97), Nelsonmesse (1798), Theresienmesse (1799), Schöpfungsmesse (1801) und die Harmoniemesse (1802).
1807 komponierte Ludwig van Beethoven zu ihrem Namenstag die Messe in C-Dur, op. 86.
1785 gebar sie einen Sohn, Paul Anton und 1788 eine Tochter, Leopoldine.

## Gedenken
In der Esterházy-Familiengruft im Franziskanerkloster Eisenstadt erinnert ein Gedenkstein an Maria Josepha Hermengilde und Fürst Nikolaus II. Dieser hat die Form einer querrechteckigen Rotmarmorplatte mit eingehauener, vergoldeter Inschrift und einem runden Bronzerelief und wurde kurz nach dem Tod der Fürstin in der Grablege des Fürstenhauses aufgestellt.